# 新米基利西克 (米洛韋區)
49°20′58″N 39°50′24″E / 49.34944°N 39.84000°E
新米基利斯凱（烏克蘭語：Новомикільське）是位於烏克蘭東部的村莊，由盧甘斯克州舊比利斯克區的米洛韋市鎮負責管轄。該村始建於1790年，面積3.96平方公里，海拔高度82米，2001年人口465，人口密度每平方公里117.4人。